# Frigorífico Bories
El Frigorífico Bories fue un establecimiento industrial ubicado en la localidad de Puerto Bories, en la Región de Magallanes y de la Antártica Chilena, destinada principalmente a la elaboración de productos alimenticios y de origen animal. Fue declarado Monumento Nacional en 1996.

## Historia

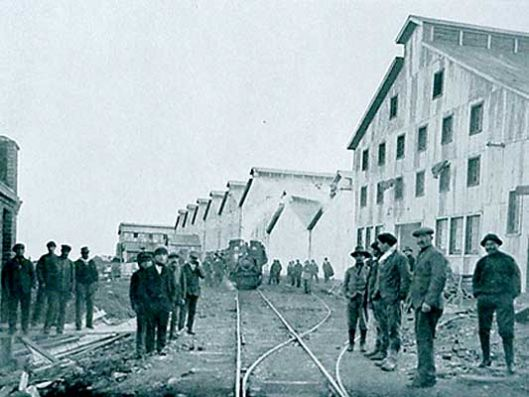
Vista del frigorífico en 1920.

El frigorífico fue construido por la Sociedad Explotadora de Tierra del Fuego en 1913 e instalado definitivamente al año siguiente. En febrero de 1915 inició sus actividades de manera oficial, presentando los departamentos de Congelación, Grasería, Curtiduría de Cueros y Fábrica de carnes en conserva; estas últimas tres secciones resultaron destruidas por un incendio en 1919, de las cuales solo las dos primeras fueron reconstruidas. En 1923 se construyó una sección de lavadero de lanas.
Hacia 1916 el frigorífico construyó una línea de ferrocarril que conectaba Puerto Bories con Puerto Natales, y que estaba destinada principalmente al transporte de carga y trabajadores de la empresa.
En 1932 un nuevo incendio destruyó la curtiduría y el lavadero, siendo posteriormente abandonados, y en el caso de la primera el departamento fue reemplazado por un secadero de cueros. Las instalaciones llegaron a contar con 12 cámaras frigoríficas y 5 bodegas donde se podían almacenar hasta 180 000 lanares y 850 000 toneladas de producto final.
El frigorífico paralizó sus actividades cuando la Sociedad Explotadora de Tierra del Fuego fue disuelta en 1973. El 16 de septiembre de 1996 fueron declarados como Monumento Nacional los pabellones A (herrería, taller de reparaciones de locomotoras y oficina general), B (sala de calderas y planta de fuerza), C (sala de tratamiento de cueros), D (grasería) y el muelle de madera.
A partir de 1999 las instalaciones del frigorífico fueron restauradas —mediante un equipo a cargo del arquitecto Pedro Kovacic— y convertidas en un museo y hotel de lujo denominado «The Singular Patagonia», inaugurado en 2011.